# Баєльса
Баєльса (англ. Bayelsa State) — штат на півдні Нігерії. 27-й за площею та 36-й за населенням штат Нігерії. Адміністративний центр штату — місто Єнагоа.

## Історія
Штат Байелса — один з найбільших експортерів сирої нафти і природного газу в Нігерії. В результаті видобутку нафти більшість населення штату живе загалом краще, ніж інші нігерійці в країні.

## Адміністративний поділ
Адміністративно штат ділиться на 8 територій місцевого управління:
- Брасс
- Екеремор
- Колокума
- Нембе
- Огбія
- Сагбама
- Південне Іджо
- Єнагоа